# بوب أشلي
بوب أشلي (بالإنجليزية: Bob Ashley)‏ هو سياسي أمريكي، ولد في 4 يوليو 1953 في تشارلستون في الولايات المتحدة. حزبياً، نشط في الحزب الجمهوري.